# Naturhistorisches Museum Shanghai

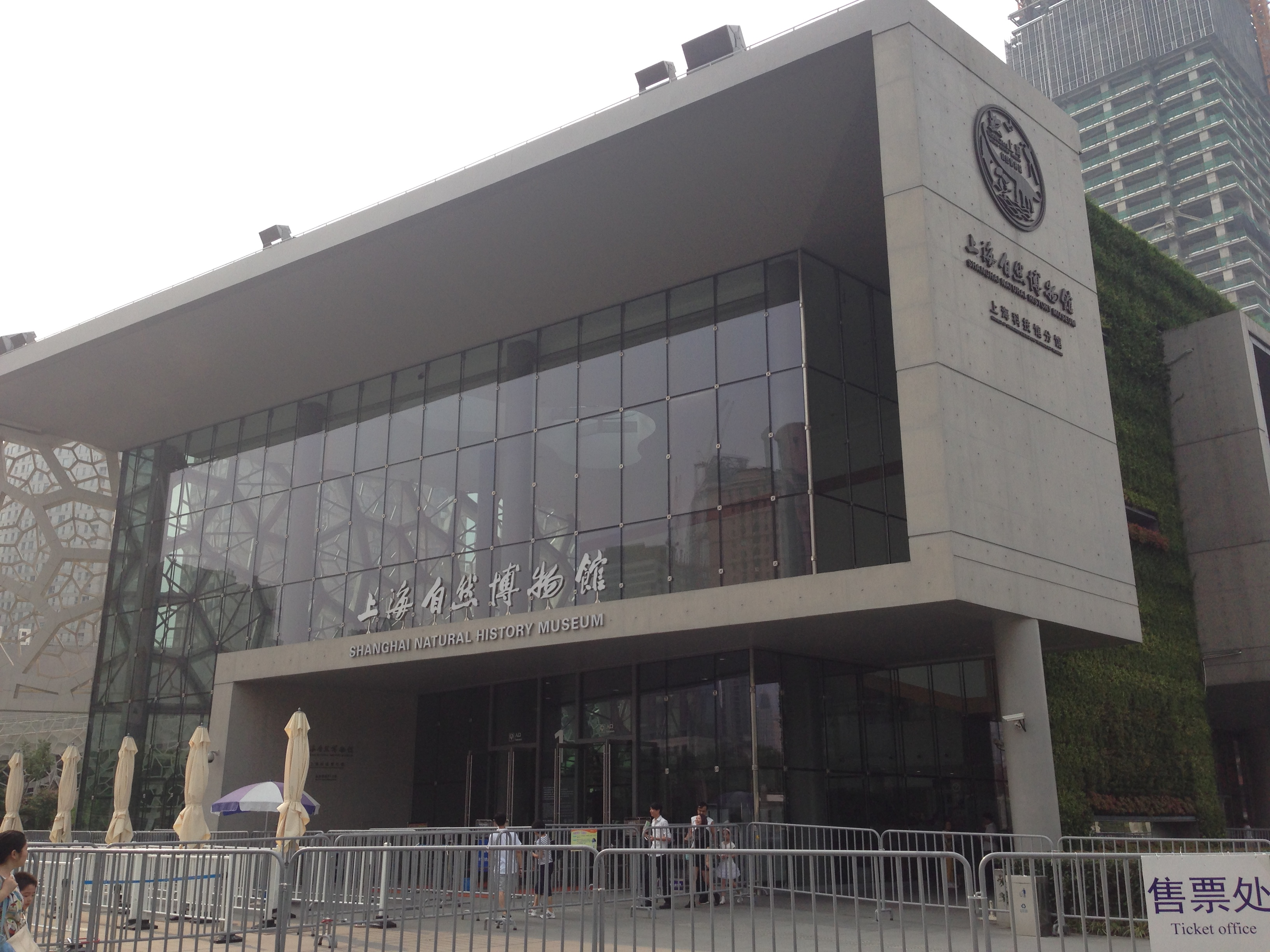
Eingang (Neubau)

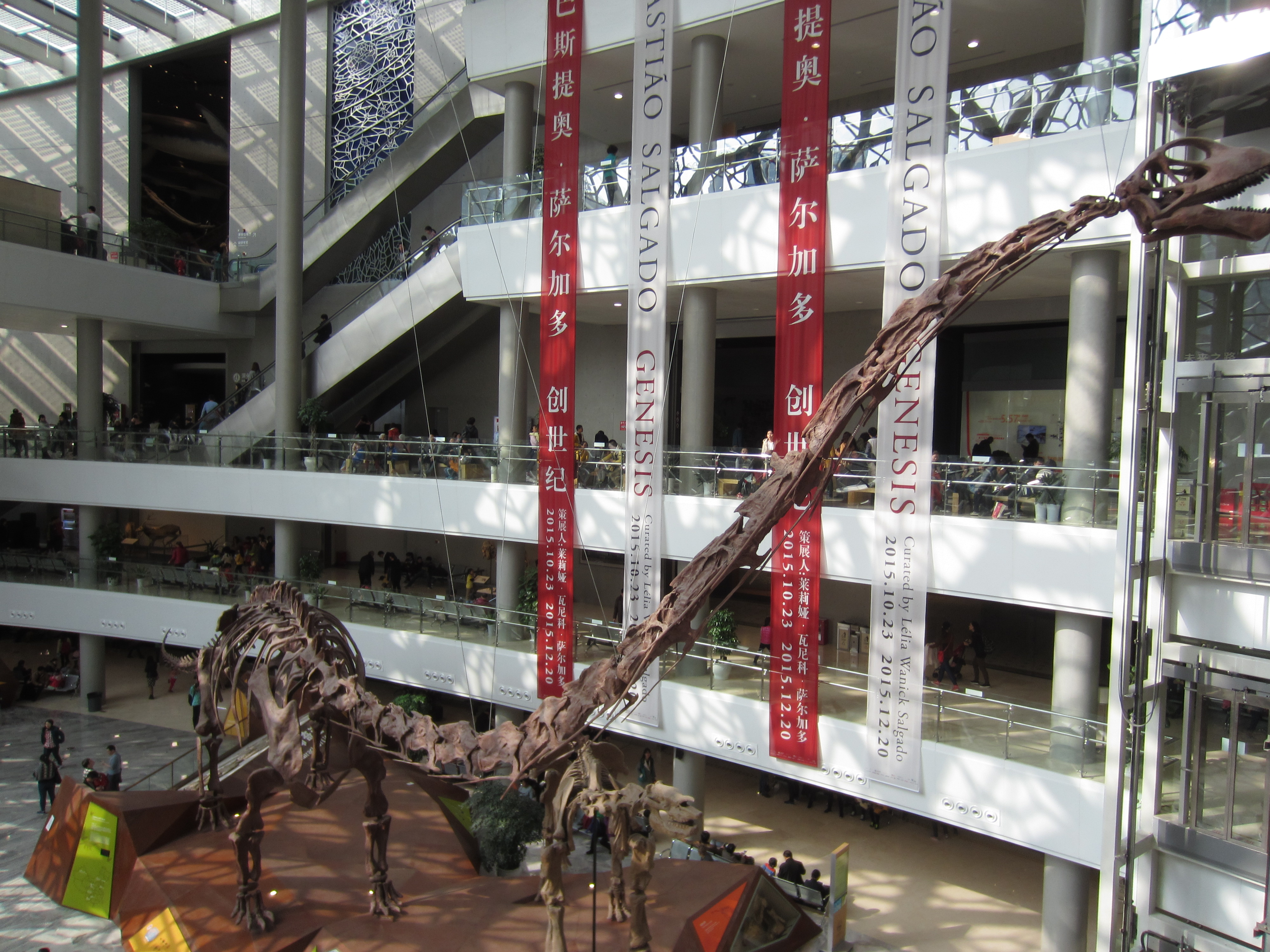
Mamenchisaurus-Skelett

Das Naturhistorische Museum Shanghai (chinesisch 上海自然博物馆, Pinyin Shanghai ziran bowuguan, englisch Shanghai Natural History Museum)  befindet sich in der chinesischen Stadt Shanghai in der Straße Shanhaiguan Lu im Jing'an-Park (Metro-Linie 13).

## Neues Gebäude
Seit 2015 ist das Naturhistorische Museum in einem neuen Gebäude von 40.000 m² inmitten des Jing'an Skulpturenparks untergebracht.

## Altes Gebäude
Das 1956 gegründete Museum hatte bis 2015 seinen Sitz in dem 1923 errichteten Gebäude der Shanghaier Bumwoolbörse im Shanghai Cotton Exchange Building  im Stadtbezirk Huangpu in der Straße Henan Nan Lu.

## Sammlungen
Ein Teil der Bestände des Museums stammen aus dem alten Shanghai Museum der Royal Asiatic Society, die 1952 ihre Arbeit in Shanghai einstellte und ihren Sitz in einem für sie 1932 erbauten Art-déco-Gebäude hatte, das heute das Rockbund Art Museum beherbergt. Im Museum ist unter anderem ein 140-Millionen Jahre altes Dinosaurierskelett des Mamenchisaurus hochuanensis Young et Zhao (合川马门溪龙) aus Hechuan in der Provinz Sichuan ausgestellt.